# 김수완 (야구 선수)
김수완(金洙完, 1989년 7월 20일 ~ )은 KBO 리그 전 두산 베어스의 투수이다.

## 롯데 자이언츠 시절
키에 비해 마른 체격을 가지고 있지만, 포크볼에 능하며 탈삼진 능력과 뛰어난 제구력을 갖추고있었으나, 지나치게 마른 체격으로 인해 주목을 받지못했다. 2010년 6월 29일 신고선수로 입단하여 본격적인 1군 활동을 시작했다. 데뷔전 때 당시 선발 장원준이 무너져 뒤이어 3회 중계투수로 나와 삼성전 5타자 연속 삼진과 4이닝 연속 퍼펙트게임을 하여 강렬한 인상을 보여주었다. 그리고 이재곤과 함께 2010년에 주목받는 투수였으며, 후반기 때 나란히 선발투수로 제대로 역할을 해주었다. 하지만 다음 시즌부터는 좋은 활약을 보이지 못하였고, 하락세를 이어갔다. 2013년에는 구위 난조와 멘탈적인 부분으로 인해 1군과 2군을 오갔고, FA로 최준석 보상선수로 두산으로 이적하였다. 롯데자이언츠 선수시절에 체중을 늘리면 좋은 공을 구사할 수 있을것으로 여기고 2군에서 식사량을 늘리며 약을 복용하면서 체력훈련을 했지만 본래 살이 찌지 않는 체질로 계속 감독과 코치가 바라는 체격은 완성되지 못하였다.

## 에피소드
그의 1군 무대 데뷔는 우연한 기회에 이루어졌다. 박정태 당시 2군 감독의 보고를 받은 로이스터 감독이 6월 14일 퓨처스 리그 등판을 지시했고 경기를 지켜본 후 신고선수에서 정식 선수로 발탁하였다. 2군 경기가 TV에 중계되는 일이 그리 흔치 않고, 신고선수로서 활동할 때에는 그 동안 구단에서도 그리 주목받지는 못했다는 점에서 그의 발굴은 '흙 속의 진주'로 자주 비유된다.

## 두산 베어스 시절
2013년 11월 28일 최준석의 보상 선수로 두산 베어스에 이적했다.
2016년 방출되었다.

## 출신 학교
- 김해삼성초등학교
- 내동중학교
- 제주고등학교
- 영남사이버대학교

## 통산 기록
| 연도 | 팀명  | 평균자책점 | 경기 | 완투 | 완봉 | 승 | 패 | 세 | 홀 | 승률  | 타자 | 이닝  | 피안타 | 피홈런 | 볼넷 | 사구 | 탈삼진 | 실점 | 자책점 |
| ---- | ----- | ---------- | ---- | ---- | ---- | -- | -- | -- | -- | ----- | ---- | ----- | ------ | ------ | ---- | ---- | ------ | ---- | ------ |
| 2010 | 롯데  | 3.96       | 13   | 1    | 1    | 5  | 2  | 0  | 0  | 0.714 | 266  | 63.2  | 61     | 9      | 16   | 5    | 44     | 32   | 28     |
| 2011 | 롯데  | 6.69       | 24   | 0    | 0    | 0  | 3  | 0  | 1  | 0.000 | 166  | 35    | 46     | 2      | 17   | 1    | 29     | 29   | 26     |
| 2012 | 롯데  | 3.76       | 24   | 0    | 0    | 2  | 0  | 0  | 0  | 1.000 | 168  | 40.2  | 37     | 3      | 13   | 1    | 24     | 20   | 17     |
| 2013 | 롯데  | 4.09       | 15   | 0    | 0    | 1  | 0  | 0  | 0  | 1.000 | 222  | 50.2  | 57     | 4      | 25   | 2    | 22     | 28   | 23     |
| 2014 | 두산  | 33.75      | 2    | 0    | 0    | 0  | 0  | 0  | 0  | -     | 12   | 1.1   | 7      | 0      | 1    | 0    | 0      | 5    | 5      |
| 2015 | 두산  | 8.80       | 9    | 0    | 0    | 0  | 0  | 0  | 0  | -     | 80   | 15.1  | 22     | 4      | 9    | 3    | 13     | 15   | 15     |
| 통산 | 6시즌 | 4.96       | 87   | 1    | 1    | 8  | 5  | 0  | 1  | 0.615 | 914  | 206.2 | 230    | 22     | 81   | 12   | 132    | 129  | 114    |